# Línea 185 (Montevideo)
La línea 185 es una línea urbana de Montevideo que une los barrios de Pocitos y Nuevo Casabó. La ida es Nuevo Casabó y la vuelta es Pocitos.

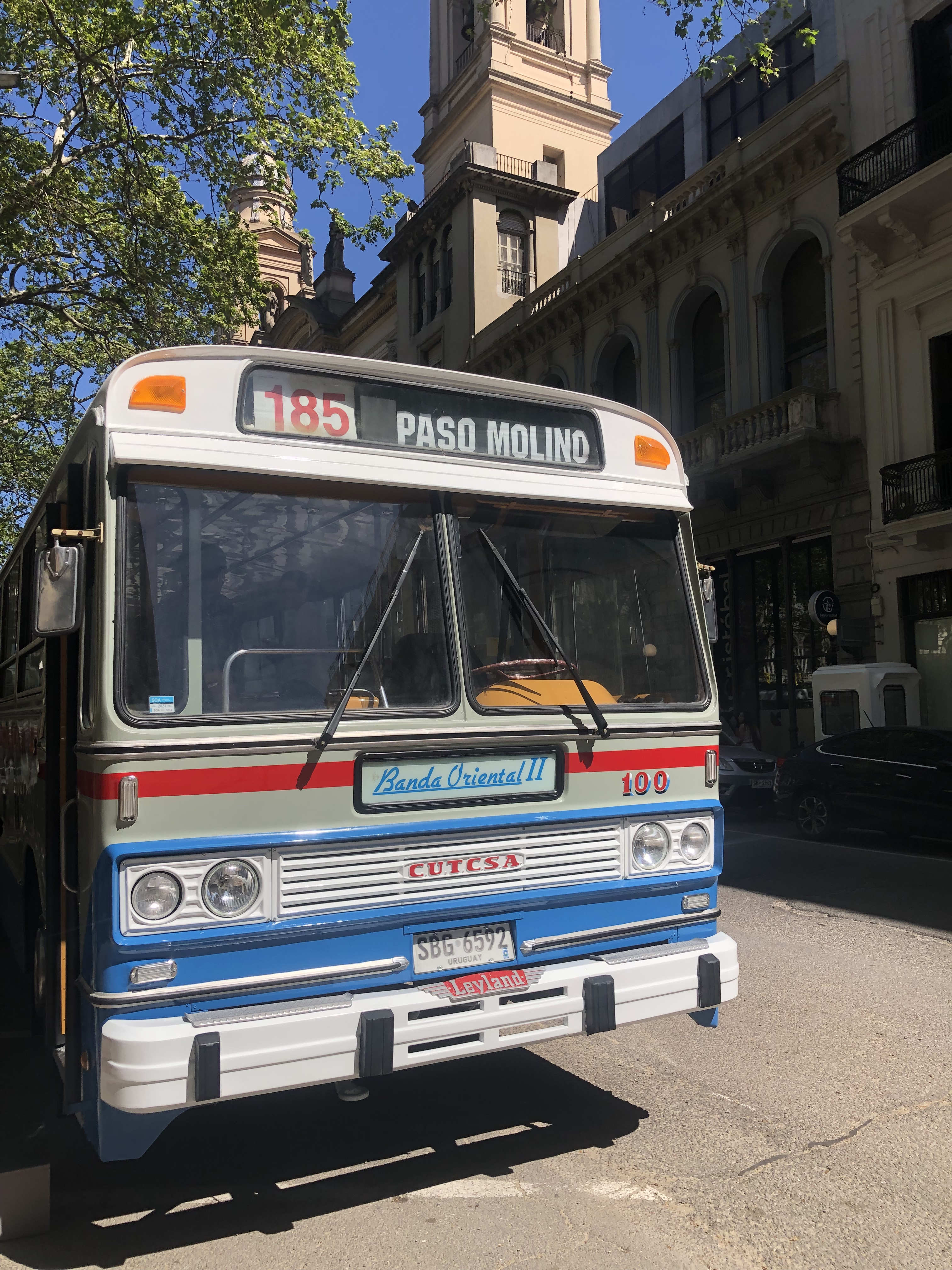
Histórica unidad Banda Oriental II operando la línea 185 con destino a Paso Molino.

## Recorridos
| Ida - Terminal Pocitos (Kibón) - Rambla Presidente Charles de Gaulle - Avenida Luis Alberto de Herrera - Rambla República del Perú - Manuel V. Pagola - Juan Benito Blanco - Cristóbal Echevarriarza - Avenida Luis Alberto de Herrera - Alberto Lasplaces - Avenida Ramón Anador - Avenida Alfredo Navarro - Avenida Américo Ricaldoni - Avenida Centenario - Avenida Luis Alberto de Herrera - Bulevar General Artigas - Avenida Joaquín Suárez - Caiguá - Avenida Juan Carlos Blanco - Avenida Lucas Obes - Avenida Agraciada - San Quintín - Juan B. Pandiani - Avenida Carlos María Ramírez - Bulgaria - Rusia - Ucrania - Etiopía - Costanera Casabó - Terminal Casabó (Bajo Valencia) | Vuelta - Terminal Casabó (Bajo Valencia) - Costanera Casabó - Etiopía - Ucrania - Rusia - Bulgaria - Suecia - Gibraltar - Avenida Carlos María Ramírez - Avenida Santín Carlos Rossi - Pedro Castellino - Zona A (Terminal del Cerro) - Egipto - Japón - Avenida Carlos María Ramírez - Avenida Agraciada - Avenida Lucas Obes - Avenida Joaquín Suárez - Bulevar Artigas - Avenida Luis Alberto de Herrera - Avenida Centenario - Avenida Américo Ricaldoni - Avenida Navarro - Avenida Ramón Anador - Avenida Luis Alberto de Herrera - 26 de Marzo - Miguel Barreiro - Juan Benito Blanco - Echevarriarza - Avenida Luis Alberto de Herrera - Rambla Presidente Charles de Gaulle - Terminal Pocitos (Kibón) |

## Paradas
N.º parada → Calle
| 3386 | Term. Pocitos               |
| 3387 | Av. Luis Alberto de H       |
| 3357 | Pereira de la Luz           |
| 3358 | Manuel Pagola               |
| 3952 | Félix Buxareo               |
| 3956 | Julio César                 |
| 3957 | Av. Luis Alberto de H       |
| 3418 | José A. Iturriaga           |
| 3419 | Montevideo Shopping         |
| 3420 | Av. Gral. Rivera            |
| 3438 | Demóstenes                  |
| 4256 | F. Rodríguez / Fac. Ve.     |
| 3143 | Av. Luis Alberto de Herrera |
| 3145 | Gral. Las Heras             |
| 3146 | Santiago Gadea              |
| 3147 | Av. Dr. Alfredo Navarro     |
| 3148 | Av. Italia                  |
| 3149 | Belgrano                    |
| 3150 | Dr. José Brito Foresti      |
| 3151 | Prof. Dr. Pablo Purriel     |
| 3152 | Asilo                       |
| 3447 | Juan Ramón Gómez            |
| 3448 | Emilio Raña                 |
| 3449 | Cádiz                       |
| 3450 | Canstatt                    |
| 3451 | Altamirano                  |
| 3452 | Valladolid                  |
| 2078 | Cufre                       |
| 2079 | Gral. Flores                |
| 2095 | Dr. José María Penco        |
| 2080 | Gral. San Martín            |
| 2081 | Cno. Burgues                |
| 2082 | Av. Millán                  |
| 2083 | Zapican                     |
| 2084 | Av. Joaquín Suárez          |
| 3907 | Fernando Otorgues           |
| 1587 | Lucas Obes                  |
| 1594 | Av. Dr. Juan Carlos Blanco  |
| 1595 | Av. 19 de Abril             |
| 1596 | Av. Buschental              |
| 1597 | Federico García Lorca       |
| 1598 | Av. Agraciada               |
| 1567 | Juan Antonio Artigas        |
| 1145 | José B. Freire              |
| 1211 | Belvedere                   |
| 1294 | Vicente Basagoity           |
| 1212 | Av. L. Batlle Berres        |
| 1296 | Gdor. del Pino              |
| 1297 | Vicente Yáñez Pinzón        |
| 1298 | Real                        |
| 1299 | Gral. Agustín Muñoz         |
| 1300 | Pedro Giralt                |
| 1301 | Rivera Indarte              |
| 1302 | Humboldt                    |
| 1303 | Camambú                     |
| 4815 | Vigo                        |
| 4816 | Turquía (Term. Cerro)       |
| 1068 | Santín C. Rossi             |
| 1069 | Bogotá                      |
| 1070 | Vizcaya                     |
| 1071 | Puerto Rico                 |
| 1072 | Filipinas                   |
| 1073 | Dinamarca                   |
| 1074 | Bulgaria                    |
| 1254 | Berna                       |
| 1255 | Perú                        |
| 1256 | Pta. Crio del Cerro         |
| 1235 | Rusia                       |
| 5029 | Fte. Club Holanda           |
| 1236 | Etiopía                     |
| 1237 | Guinea                      |
| 1243 | Costa de Marfil             |
| 4976 | Marruecos                   |
| 4660 | Etiopía                     |
| 4974 | Terminal Nuevo Casabo       |

| 4974 | Terminal Nuevo Casabo         |
| 4973 | Calle 16                      |
| 4381 | Marruecos                     |
| 4975 | Camerún                       |
| 4972 | Guinea                        |
| 1245 | Ucrania                       |
| 1246 | Ucrania                       |
| 1247 | Bulgaria                      |
| 1250 | China                         |
| 1251 | Perú                          |
| 1252 | Berna                         |
| 5991 | Sin descripción               |
| 1060 | Dinamarca                     |
| 1061 | Filipinas                     |
| 1062 | Puerto Rico                   |
| 1063 | Vizcaya                       |
| 1064 | Bogotá                        |
| 1065 | Av. Dr. Santín Carlos Rossi   |
| 4775 | Turquía                       |
| 4930 | Terminal Cerro                |
| 4776 | Vigo                          |
| 1283 | Concordia                     |
| 1284 | Humboldt                      |
| 1285 | Rivera Indarte                |
| 1286 | Pedro Giralt                  |
| 1287 | Gral. Agustín Muñoz           |
| 1288 | Real                          |
| 1289 | Vicente Yáñez Pinzón          |
| 1290 | Gdor. del Pino                |
| 1291 | Luis Batlle Berres            |
| 1292 | Vicente Basagoity             |
| 1293 | Belvedere                     |
| 1568 | José B. Freire                |
| 1569 | Emilio Romero                 |
| 1578 | Félix Olmedo                  |
| 1579 | Federico García Lorca         |
| 1580 | Av. Buschental                |
| 1581 | Av. 19 de Abril               |
| 3905 | Amarales                      |
| 1585 | Av. Dr. Juan Carlos Blanco    |
| 4982 | Av. Joaquín Suárez            |
| 3908 | Fernando Otorgues             |
| 1586 | Gil                           |
| 2090 | Espinillo                     |
| 2091 | Av. Millán                    |
| 2092 | Cno. Burgues                  |
| 2093 | Gral. San Martín              |
| 2094 | Lorenzo Fernández             |
| 4817 | Martín C. Martínez            |
| 2096 | Cufre                         |
| 5070 | Dr. Juan Campisteguy          |
| 3453 | Valladolid                    |
| 3454 | Dulcinea                      |
| 3455 | Canstatt                      |
| 3456 | Cádiz                         |
| 3457 | Emilio Raña                   |
| 3458 | Monte Caseros                 |
| 3459 | 8 de Octubre                  |
| 3487 | Hospital Militar              |
| 3488 | Jaime Cibils                  |
| 3489 | Av. Italia                    |
| 553  | Av. Federico R. Vidiella      |
| 554  | Tribuna Olímpica              |
| 3067 | Manuel Alonso                 |
| 3068 | Av. Cataluña                  |
| 3069 | Navarra                       |
| 3070 | Av. Luis Alberto de Herrera   |
| 3465 | Feliciano Rodríguez           |
| 3466 | Lber. Arce / Fac. Veterinaria |
| 3467 | Rivera                        |
| 3435 | Montevideo Shopping           |
| 3934 | Julio César                   |
| 4079 | Buxareo                       |
| 4193 | Manuel Pagola                 |
| 4553 | Alejandro Chucarro            |
| 3951 | Manuel Pagola                 |
| 3952 | Echevarriarza                 |
| 3956 | Julio César                   |
| 3957 | Av. Luis Alberto de Herrera   |
| 3389 | Rbla. Pte. Charles de Gaulle  |

## Barrios

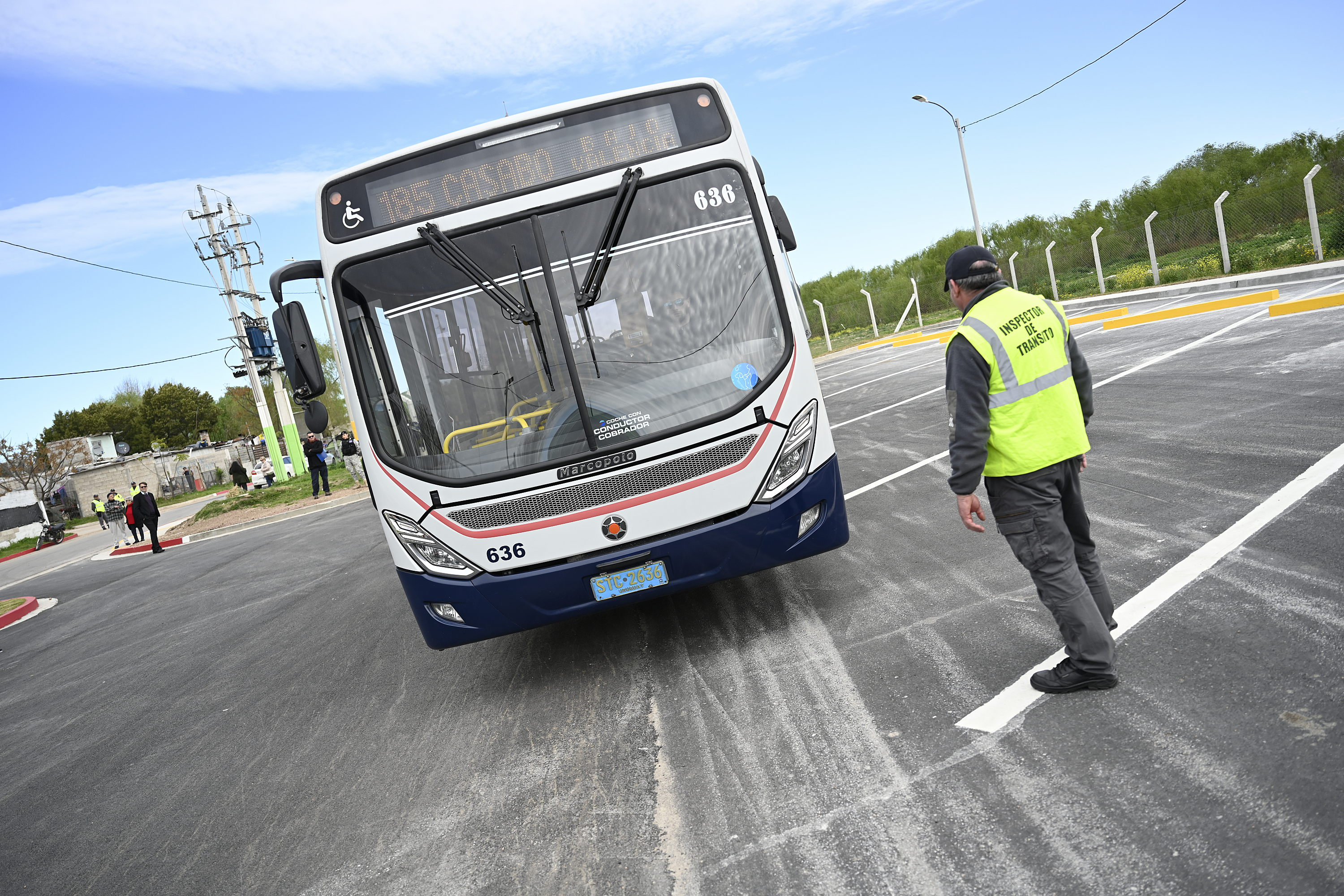
Ómnibus de la línea 185 en la terminal de Bajo Valencia, Montevideo

Circula por los barrios: Pocitos, La Mondiola, Buceo, Parque Batlle, La Blanqueada, Larrañaga, Jacinto Vera, Reducto, Brazo Oriental, Atahualpa, Prado, Paso Molino, Belvedere, La Teja, Cerro y Casabó.

## Destinos intermedios
IDA
1. Paso Molino
2. Terminal Cerro
3. Frigorífico Nacional

VUELTA
1. 8 de Octubre y Luis Alberto de Herrera
2. Estadio Centenario
3. Rivera y Luis Alberto de Herrera
4. Avenida General Flores y Bulevar Artigas
5. Centenario y Avenida Italia

## Frecuencia
El 185 a diferencia del 186 lo que tiene es que es muy frecuente, mucho más que el 186, por hora llegan a pasar de 6 a 7 ómnibus, demorando así entre 5 y 10 minutos cada ómnibus.